# Alfred Gandolfi
Alfred Gandolfi est un directeur de la photographie né le 18 mai 1885 et mort à New York le 9 juin 1963 d'anémie, ayant principalement exercé durant la période du muet. Il a travaillé sur les premiers films de Cecil B. DeMille, notamment sur le premier long-métrage hollywoodien, Le Mari de l'Indienne (The Squaw Man).
Il épousa Alice Kurkjian en 1934.

## Filmographie
- 1914 : Le Mari de l'Indienne (The Squaw Man)
- 1916 : The Man from Bitter Roots